# A.C. Milan w sezonie 1962/1963

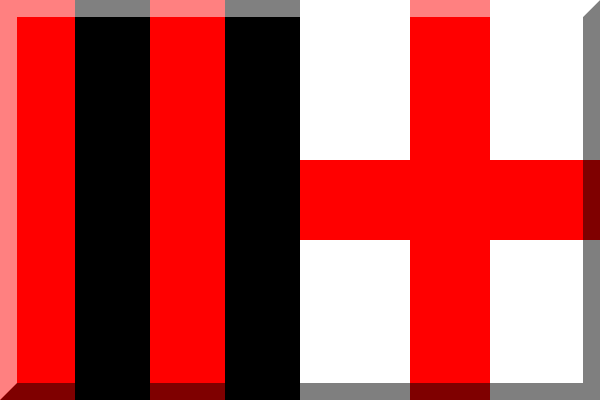
Klubowe barwy Milanu

Osiągnięcia i skład piłkarskiego zespołu A.C. Milan w sezonie 1962/63.

## Osiągnięcia
- Serie A: 3. miejsce
- Puchar Włoch: odpadnięcie w 1/8 finału
- Puchar Europy: zwycięstwo

## Podstawowe dane
- Oficjalna nazwa klubu: Associazione Calcio Milan
- Siedziba klubu: Via Donizetti 24
- Boisko: San Siro
- Prezes klubu:  Andrea Rizzoli
- Trener zespołu:  Nereo Rocco[1]
- Kapitan drużyny:  Cesare Maldini

## Skład zespołu
Bramkarze:
| Włochy | Mario Barluzzi   |
| Włochy | Giorgio Ghezzi   |
| Włochy | Mario Liberalato |

Obrońcy:
| Włochy | Attilio Bravi       |
| Włochy | Cesare Maldini      |
| Włochy | Luigi Radice        |
| Włochy | Giovanni Trapattoni |
| Włochy | Mario Trebbi        |
| Włochy | Francesco Zagatti   |

Pomocnicy:
| Peru   | Víctor Benítez     |
| Włochy | Mario David        |
| Włochy | Giovanni Lodetti   |
| Włochy | Ambrogio Pelagalli |
| Włochy | Gianni Rivera      |
| Włochy | Giorgio Rossano    |
| Włochy | Dino Sani          |

Napastnicy:
| Brazylia · Włochy | José Altafini        |
| Włochy            | Paolo Barison        |
| Włochy            | Emanuele Del Vecchio |
| Włochy            | Paolo Ferrario       |
| Włochy            | Giuliano Fortunato   |
| Włochy            | Bruno Mora           |
| Włochy            | Gino Pivatelli       |